# Estorff (Adelsgeschlecht)

Wappen derer von Estorff

Estorff, auch Estorf, ist der Name eines alten niedersächsischen Adelsgeschlechts. Die Familie, deren Zweige zum Teil bis heute bestehen, ist stammesverwandt mit dem Geschlecht von Schack, das auch ein ähnliches Wappen führt.
Keine Stammesverwandtschaft besteht zu der von Kneschke erwähnten bremischen Familie von Estorp (später auch Estorff) im Kehdinger Land, die in der ersten Hälfte des 18. Jahrhunderts erlosch. Deren Wappen zeigt in Grün einen oben und unten abgehauenen, schrägrechts liegenden und an jeder Seite zweimal geasteten silbernen Baumstamm.

## Geschichte

Ludwig von Estorff (1859–1943)

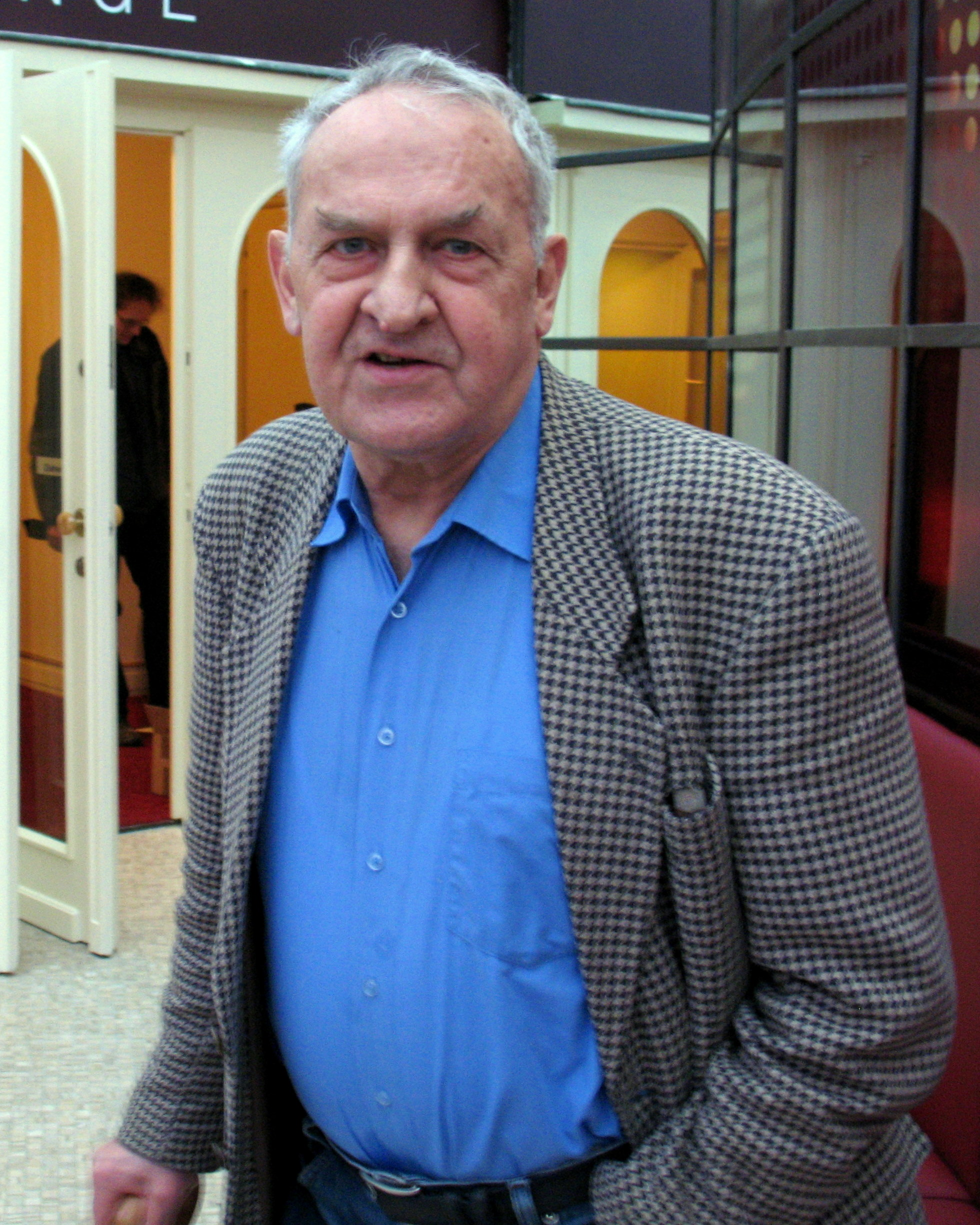
Friedhelm von Estorff

### Herkunft
Erstmals erwähnt wird das Geschlecht im Jahre 1162 mit Skaccus de Bardewic als Zeuge in einer Urkunde von Herzog Heinrich dem Löwen. Manegoldus de Esdorpe erscheint 1212 erstmals urkundlich mit der Namensform, benannt nach dem Gut Vrestorp bei Bardowick. Er ist wahrscheinlich identisch mit dem Anfang des 13. Jahrhunderts in Urkunden genannten Mangold von Estorp als Sohn von Schackoni und Bruder von Eckhard. 1342 erscheint in einem Dokument Johann Schack, dessen Sohn Ekbert sich wiederum ausdrücklich von Estorp nennt.

### Ausbreitung und Persönlichkeiten
Ein weiterer Mangold von Estorff wird 1281 als Burgherr zu Lüneburg aufgeführt, ebenso Conrad von Estorff 1307. Ludolph von Estorff war 1448 Dompropst zu Halberstadt und ein anderer Ludolph von Estorff 1507 herzoglich braunschweig-lüneburger Geheimrat, Großvogt zu Celle und Hauptmann zu Winsen.
Emerentia Catharina von Estorff war von 1642 bis 1667 und Dorothea Emerentia von Estorff von 1722 bis 1731 Äbtissin im Kloster Ebstorf. Ludolph Otto von Estorff starb 1691 als Abt zu St. Michaelis in Lüneburg und erster Landschaftsdirektor. Dietrich Hartwig von Estorff († 1700) wurde Dompropst und Senior zu Havelberg, kurbrandenburgischer Kriegskommissar und Direktor des Prignitzschen Kreises. Otto von Estorff war 1729 königlich britischer Hofrichter zu Celle und Landrat. Während des 18. und 19. Jahrhunderts dienten zahlreiche Angehörige des Geschlechts als Offiziere in der herzoglich lüneburgischen bzw. königlich hannoverischen und Preußischen Armee.

### Freiherr
Georg Otto Carl von Estorff führte seit seiner Zeit als Kammerherr bei dem in Berlin im Exil lebenden ehemaligen niederländischen König Wilhelm I. Anfang der 1840er Jahre für sich den Freiherrntitel. Seine Freiherrenwürde soll durch niederländische und preußische Diplome anerkannt worden sein. Er starb ohne männliche Nachkommen.

### Besitzungen
Bereits 1292 erwarben Angehörige der Familie das Gut Veerßen (heute Ortsteil von Uelzen) von den von Hitzacker durch Kauf. Sie trugen es 1533 freiwillig dem Landesherren zu Lehen auf. Der älteste lüneburgische Lehnsbrief wurde 1487 ausgestellt. Im späteren Königreich Hannover gehörte die Familie wegen des Besitzes bzw. Teilbesitzes der Güter Barnstedt, Veerßen, Teyendorf sowie zweier weiterer Güter in Neetze und Bleckede zum ritterschaftlichen Adel der lüneburgischen Landschaft. Ab Anfang und Mitte des 19. Jahrhunderts waren Angehörige des Geschlechts auch in Westpreußen, Posen und Franken begütert.

## Wappen

### Familienwappen
Das Wappen zeigt in Rot eine schrägrechts liegende silberne Lilie. Auf dem Helm mit rot-silbernen Decken neun schwarze Birkhahnfedern.

### Wappengeschichte
Das Wappenbuch des Königreichs Hannover (1852) zeigt das Wappen mit zwei vor- und einwärts sehenden Rittern in goldenen Rüstungen als Schildhalter, deren Helme mit einer roten und einer silbernen Kugel besteckt sind und die in der freien Hand eine Turnierlanze halten. Die Devise lautet soies ferme. In Johann Siebmachers Wappenbuch (1605) wird das Wappen unter den Braunschweigischen geführt. Hier ist die Lilie schräglinks gelegt und von den neun Federn in der Helmzier kehren sich fünf nach rechts und vier nach links.
Christian Friedrich August von Meding`s Nachrichten von adeligen Wappen (1788) nimmt eine schräglinks liegende Lilie an und sagt von der Helmzier, das sie verschieden sei. In den Klosterfenstern zu Ebstorf zeige ein Wappen von 1651 auf dem gewulsten Helm fünf Birkhahnfedern, ein Wappen von 1659 fünf Straußenfedern, eins von 1726 ein silbernes Feld und eins von 1755 einen gekrönten Helm. Ein altes farbiges Wappen habe statt des Wulstes vier wechselweise silberne und rote Kugeln und über diesen fünf Birkhahnfedern, rechts und links von einer abwärtsgebogenen Straußenfeder beseitet. Nach Köhler, Abhandlung vom silbernen zu Alt-Oetting verlobten Schiffe (1518), war die Lilie im Schild schrägrechts liegend.

## Bekannte Familienmitglieder
- Otto (VII.) von Estorff (1566–1637), auf Barnstedt und Veerßen, Domherr und ab 1618 Dompropst im Stift Schwerin
- Ludolf von Estorff (1708–1779), kurfürstlich braunschweigisch-lüneburgischer Generalmajor
- Emmerich Otto August von Estorff (1722–1796), kurfürstlich braunschweigisch-lüneburgischer Generalleutnant
- Albrecht von Estorff (1766–1840), hannoverscher Generalleutnant
- Wilhelm von Estorff († 1876), hannoverscher Amtmann
- Georg Otto Carl von Estorff (1811–1877), deutscher Archäologe
- August von Estorff (1811–1891), Jurist und Mitglied des Deutschen Reichstags
- Eggert Ludwig von Estorff (1831–1903), preußischer Generalmajor sowie Redakteur des Militär-Wochenblattes
- Friedhelm von Estorff (1932–2014), deutscher Fotograf
- Ludolph Karl Adolf von Estorff (1838–1912), preußischer Landrat und Regierungspräsident im Regierungsbezirk Aurich 1892–1902
- Ludwig von Estorff (1859–1943), deutscher General der Infanterie
- Otto Carl von Estorff (1865–1929), deutscher Generalmajor
- Otto von Estorff (1896–1974), deutscher Architekt
- Randolf von Estorff (* 1957), deutscher Volkswirt und Manager
- Otto von Estorff (* 1957), deutscher Ingenieur und Hochschullehrer für Akustik und numerische Verfahren an der TU Hamburg

## Sekundärliteratur
- Hans-Cord Sarnighausen: Zur Barnstedter Grabplatte v. Estorff und v. Ompteda von 1704. in: Archiv für Familiengeschichtsforschung. Heft 2/2013, S. 54–56.
- Hans-Cord Sarnighausen: Emmerich Otto August von Estorff (1722–1796), General-Inspekteur der kurhannoverschen Kavallerie. in: Archiv für Familiengeschichtsforschung. Heft 4/2009, S. 7–10; Heimatkalender Uelzen, Uelzen 2010, S. 35–38.